# Батра, Лекх Радж
Лекх Радж Батра (англ. Lekh Raj Batra, 1929—1999) — индийский и американский миколог и лингвист.

## Биография
Родился 26 ноября 1929 года в небольшой деревне в пустыне Тар в Пакистане, учился в школе в Лахоре. После раздела Индии в 1947 году семья Батры оказалась без средств существования, впоследствии поселилась в Пенджабе. Получал образование в Пенджабском университете, где получил степень бакалавра и магистра, после чего преподавал в Делийском университете.
В 1956 году Батра эмигрировал в США. В 1958 году получил степень доктора в Корнеллском университете, защитив диссертацию под руководством профессора Ричарда Корфа. Впоследствии работал научным сотрудником, ассистентом и доцентом в Канзасском университете.
С 1968 года Лекх Радж Батра работал в Сельскохозяйственном исследовательском центре в Белтсвилле (Мэриленд).
Батра напечатал множество статей по микологии и фитопатологии, ряд из них — в соавторстве с супругой Сюзанной Табби (род. 1937).
20 мая 1999 года Лекх Радж Батра скончался в больнице в Вашингтоне после инсульта.

## Некоторые научные работы
- Batra L. R. Ambrosia fungi: a taxonomic revision and nutritional studies of some species (англ.) // Mycologia : journal. — Taylor & Francis, 1967. — Vol. 59. — P. 976—1017.
- Batra L. R. Insect-fungus symbiosis: nutrition, mutualism and commensalisms. — Montclair, New Jersey, 1979. — 276 p.
- Batra L. R. World species of Monilinia. — 1991. — 246 p. — (Mycologia Memoirs, Vol. 16).

## Виды грибов, названные в честь Л. Р. Батры
- Ambrosiella batrae C.Mayers, McNew & T.C.Harr., 2015